# میدویل (میزوری)
میدویل (به انگلیسی: Meadville) یک شهر در ایالات متحده آمریکا است که در شهرستان لین، میزوری واقع شده‌است. میدویل ۱٫۴۰ کیلومتر مربع مساحت و ۴۶۲ نفر جمعیت دارد و ۲۱۹ متر بالاتر از سطح دریا واقع شده‌است.